# Дания на летних Олимпийских играх 1908
Дания принимала участие в Летних Олимпийских играх 1908 года в Лондоне (Великобритания) в третий раз за свою историю, пропустив Летние Олимпийские игры 1904 года, и завоевала две серебряные и три бронзовые медали.
| Медали  | Спортсмены      | Вид спорта | Дисциплина           | Результат                                                                                        |
| ------- | --------------- | ---------- | -------------------- | ------------------------------------------------------------------------------------------------ |
| Серебро | мужчины         | Футбол     | мужчины              | первый раунд: 9-0 против Франции полуфинал: 17-1 против Франции финал: 0-2 против Великобритании |
| Серебро | Людвиг Дам      | Плавание   | 100 метров           | 1.26,6                                                                                           |
| Бронза  | Андерс Андерсен | Борьба     | Греко-римская борьба |                                                                                                  |
| Бронза  | Карл Йенсен     | Борьба     | Греко-римская борьба |                                                                                                  |
| Бронза  | Сёрен Йенсен    | Борьба     | Греко-римская борьба |                                                                                                  |